# Gabi Müller
Gabriela Müller (ur. 21 listopada 1974) – szwajcarska kajakarka. Srebrna medalistka olimpijska z Atlanty.
Zawody w 1996 były jej jedynymi igrzyskami olimpijskimi. Medal zdobyła w kajakowej czwórce na dystansie 500 metrów. Szwajcarską osadę tworzyły również Ingrid Haralamow, Sabine Eichenberger i Daniela Baumer.